# 斯特凡诺·贝洛内
斯特凡诺·贝洛内（義大利語：Stefano Bellone，1955年4月23日—），意大利击剑运动员。他曾代表意大利参加1980年、1984年和1988年夏季奥林匹克运动会击剑比赛，其中在1984年奥运会收获一枚铜牌。